# 아내의 유혹 (2012년 드라마)
《아내의 유혹》(영어: Temptation of Wife 템테이션 오브 와이프[*])는 2012년부터 2013년까지 방영된 필리핀의 드라마이다. 지난 2008년 한국 드라마 《아내의 유혹》을 원작으로 한 작품이다.